# Spring Point Airport
Spring Point Airport är en flygplats i Bahamas.   Den ligger i distriktet Acklins Island District, i den sydöstra delen av landet, 500 km sydost om huvudstaden Nassau. Spring Point Airport ligger 6 meter över havet. Den ligger på ön Acklins Island.
Terrängen runt Spring Point Airport är mycket platt. Havet är nära Spring Point Airport åt nordost. Trakten är glest befolkad. Närmaste större samhälle är Snug Corner, 15,8 km nordost om Spring Point Airport. 